# Liste des anciennes communes de Finlande
Cette liste recense les anciennes communes de Finlande qui ont disparu.
Les communes finlandaises peuvent fusionner entre elles ou se scinder, conduisant à la disparition de certaines d'entre elles. La liste mentionne également les communes disparues en 1944 à la suite de leur annexion par l'URSS.
La commune de Finlande ayant eu la durée de vie la plus courte est Pieksänmaa, créée le 1er janvier 2004 et intégrée à Pieksämäki le 1er janvier 2007.

## Fusions
La liste suivante recense les communes qui ont disparu à la suite de leur incorporation complète dans une ou plusieurs autres communes.
1934
- Kyyrölä : Muolaa (annexée par l'URSS en 1944)

1946
- Akaa : Toijala, Kylmäkoski, Sääksmäki, Viiala (Pirkanmaa)
- Degerby : Ingå (Uusimaa)
- Haagan kauppala : Helsinki (Uusimaa)
- Huopalahti : Helsinki (Uusimaa)
- Korpiselkä : Tuupovaara (Carélie du Nord)
- Kulosaari : Helsinki (Uusimaa)
- Oulunkylä : Helsinki (Uusimaa)
- Pälkjärvi : Tohmajärvi (Carélie du Nord)
- Säkkijärvi : Miehikkälä (vallée de la Kymi), Ylämaa (Carélie du Sud)
- Vahviala : Lappee, Ylämaa (Carélie du Sud)
- Värtsilä : Tohmajärvi (Carélie du Nord)

1947
- Messukylä : Tampere (Pirkanmaa)

1948
- Hämeenlinnan maalaiskunta : Hämeenlinna, Renko, Vanaja (Kanta-Häme)
- Jääski : Imatra, Joutseno, Ruokolahti (Carélie du Sud)

1954
- Pielisensuu : Joensuu (Carélie du Nord)
- Säräisniemi : Vaala (Kainuu)

1959
- Seinäjoen maalaiskunta : Seinäjoki (Ostrobotnie du Sud)

1964
- Naantalin maalaiskunta : Naantali (Finlande propre)

1965
- Oulujoki : Oulu, Haukipudas, Kempele, Kiiminki, Oulunsalo, Tyrnävä, Utajärvi, Ylikiiminki (Ostrobotnie du Nord)

1966
- Aitolahti : Tampere (Pirkanmaa)

1967
- Angelniemi : Halikko (Finlande propre)
- Lappee : Lappeenranta (Carélie du Sud)
- Lauritsala : Lappeenranta (Carélie du Sud)
- Maaria : Turku (Finlande propre)
- Porin maalaiskunta : Pori (Satakunta)
- Uskela : Salo (Finlande propre)
- Vanaja : Hämeenlinna, Hattula, Janakkala, Renko (Kanta-Häme)

1968
- Kakskerta : Turku (Finlande propre)

1969
- Hyvinkään maalaiskunta : Hyvinkää (Uusimaa)
- Karuna : Sauvo, Kimito (Finlande propre)
- Kauvatsa : Kokemäki (Satakunta)
- Koijärvi : Forssa (Kanta-Häme), Urjala (Pirkanmaa)
- Koskenpää : Jämsänkoski (Finlande-Centrale)
- Kuopion maalaiskunta : Kuopio, Siilinjärvi (Savonie du Nord)
- Nedervetil : Kronoby (Ostrobotnie)
- Öja : Kaarlela (Ostrobotnie-Centrale)
- Pihlajavesi : Keuruu (Finlande-Centrale)
- Pyhäjärvi Ul : Karkkila (Uusimaa)
- Terjärv : Kronoby (Ostrobotnie)
- Uudenkaupungin maalaiskunta : Uusikaupunki (Finlande propre)

1970
- Hinnerjoki : Eura (Satakunta)
- Honkilahti : Eura (Satakunta)

1971
- Muuruvesi : Juankoski (Savonie du Nord)
- Säyneinen : Juankoski (Savonie du Nord)
- Tyrväntö : Hattula (Kanta-Häme)

1972
- Ahlainen : Pori (Satakunta)
- Teisko : Tampere, Kuru (Pirkanmaa)

1973
- Alatornio : Tornio (Laponie)
- Björköby : Korsholm (Ostrobotnie)
- Eräjärvi : Orivesi (Pirkanmaa)
- Karkku : Vammala (Pirkanmaa)
- Karunki : Tornio (Laponie)
- Kvevlax : Korsholm (Ostrobotnie)
- Lappfjärd : Kristinestad (Ostrobotnie)
- Nurmeksen maalaiskunta : Nurmes (Carélie du Nord)
- Paattinen : Turku (Finlande propre)
- Paavola (en) : Ruukki (Ostrobotnie du Nord)
- Pielisjärvi : Lieksa (Carélie du Nord)
- Pohjaslahti : Vilppula, Virrat (Pirkanmaa)
- Rautio (en) : Kalajoki (Ostrobotnie du Nord)
- Replot : Korsholm (Ostrobotnie)
- Revonlahti : Ruukki (Ostrobotnie du Nord)
- Riistavesi : Kuopio (Savonie du Nord)
- Sääksmäki : Valkeakoski (Pirkanmaa)
- Sääminki : Savonlinna, Punkaharju (Savonie du Sud)
- Saloinen : Raahe (Ostrobotnie du Nord)
- Sideby : Kristinestad (Ostrobotnie)
- Simpele : Rautjärvi (Carélie du Sud)
- Tyrvää : Vammala (Pirkanmaa)

1974
- Haapasaari : Kotka (vallée de la Kymi)
- Pyhämaa : Uusikaupunki (Finlande propre)

1975
- Anjala : Anjalankoski (vallée de la Kymi)
- Bergö : Malax (Ostrobotnie)
- Jeppo : Nykarleby (Ostrobotnie)
- Sippola : Anjalankoski (vallée de la Kymi)

1976
- Metsämaa : Loimaan maalaiskunta (Finlande propre)
- Tottijärvi : Nokia (Pirkanmaa)

1977
- Ähtävä : Pedersöre (Ostrobotnie)
- Ekenäs Landsortskommun : Ekenäs (Uusimaa)
- Kaarlela : Kokkola (Ostrobotnie-Centrale)
- Kajaanin maalaiskunta : Kajaani (Kainuu)
- Karhula : Kotka (vallée de la Kymi)
- Karjala : Mynämäki (Finlande propre)
- Kymi : Kotka (vallée de la Kymi)
- Purmo : Pedersöre (Ostrobotnie)
- Snappertuna : Ekenäs, Karis (Uusimaa)
- Somerniemi : Somero (Finlande propre)

1981
- Keikyä : Äetsä (Pirkanmaa)
- Kiikka : Äetsä (Pirkanmaa)
- Lokalahti : Uusikaupunki (Finlande propre)
- Nummi : Nummi-Pusula (Uusimaa)
- Pusula : Nummi-Pusula (Uusimaa)

1989
- Nuijamaa : Lappeenranta (Carélie du Sud)

1993
- Kalanti : Uusikaupunki (Finlande propre)
- Konginkangas : Äänekoski (Finlande-Centrale)
- Rauman maalaiskunta : Rauma (Satakunta)
- Säynätsalo : Jyväskylä (Finlande-Centrale)
- Tenala : Ekenäs (Uusimaa)

1995
- Loimaan kunta : Loimaa (Finlande propre)

1997
- Heinolan maalaiskunta : Heinola (Päijät-Häme)
- Lohjan kunta : Lohja (Uusimaa)
- Porvoon maalaiskunta : Porvoo (Uusimaa)

2001
- Anttola : Mikkeli (Savonie du Sud)
- Kuorevesi : Jämsä (Finlande-Centrale)
- Mikkelin maalaiskunta : Mikkeli (Savonie du Sud)
- Temmes : Tyrnävä (Ostrobotnie du Nord)

2003
- Pattijoki : Raahe (Ostrobotnie du Nord)
- Vehkalahti : Hamina (vallée de la Kymi)

2004
- Jäppilä : Pieksänmaa (Savonie du Sud)
- Pieksämäen maalaiskunta : Pieksänmaa (Savonie du Sud)
- Virtasalmi : Pieksänmaa (Savonie du Sud)

2005
- Kangaslampi : Varkaus (Savonie du Nord)
- Karinainen : Pöytyä (Finlande propre)
- Kiihtelysvaara : Joensuu (Carélie du Nord)
- Kullaa : Ulvila (Satakunta)
- Peräseinäjoki : Seinäjoki (Ostrobotnie du Sud)
- Saari : Parikkala (Carélie du Sud)
- Sahalahti : Kangasala (Pirkanmaa)
- Tuupovaara : Joensuu (Carélie du Nord)
- Uukuniemi : Parikkala (Carélie du Sud)
- Vehmersalmi : Kuopio (Savonie du Nord)

2006
- Rovaniemen maalaiskunta : Rovaniemi (Laponie)

2007
- Haukivuori : Mikkeli (Savonie du Sud)
- Kodisjoki : Rauma (Satakunta)
- Kuivaniemi : Ii (Ostrobotnie du Nord)
- Längelmäki : Jämsä (Finlande-Centrale), Orivesi (Pirkanmaa)
- Luopioinen : Pälkäne (Pirkanmaa)
- Maxmo : Vörå-Maxmo (Ostrobotnie)
- Mietoinen : Mynämäki (Finlande propre)
- Pieksänmaa : Pieksämäki (Savonie du Sud)
- Ruukki : Siikajoki (Ostrobotnie du Nord)
- Sumiainen : Äänekoski (Finlande-Centrale)
- Suodenniemi : Vammala (Pirkanmaa)
- Suolahti : Äänekoski (Finlande-Centrale)
- Toijala : Akaa (Pirkanmaa)
- Viiala : Akaa (Pirkanmaa)
- Viljakkala : Ylöjärvi (Pirkanmaa)
- Vörå (ancienne municipalité) : Vörå-Maxmo (Ostrobotnie)
- Vuolijoki : Kajaani (Kainuu)

2008
- Leivonmäki : Joutsa (Finlande-Centrale)

2009
- Alahärmä : Kauhava (Ostrobotnie du Sud)
- Anjalankoski : Kouvola (vallée de la Kymi)
- Askainen : Masku (Finlande propre)
- Äetsä : Sastamala (Pirkanmaa)
- Dragsfjärd  : Kimitoön (Finlande propre)
- Ekenäs : Raseborg (Uusimaa)
- Elimäki : Kouvola (vallée de la Kymi)
- Eno : Joensuu (Carélie du Nord)
- Halikko : Salo (Finlande propre)
- Hauho : Hämeenlinna (Kanta-Häme)
- Houtskär : Väståboland (Finlande propre)
- Iniö : Väståboland (Finlande propre)
- Jaala : Kouvola (vallée de la Kymi)
- Jämsänkoski : Jämsä (Finlande-Centrale)
- Joutseno : Lappeenranta (Carélie du Sud)
- Jurva : Kurikka (Ostrobotnie du Sud)
- Jyväskylän maalaiskunta : Jyväskylä (Finlande-Centrale)
- Kälviä : Kokkola (Ostrobotnie-Centrale)
- Kalvola : Hämeenlinna (Kanta-Häme)
- Karis : Raseborg (Uusimaa)
- Kestilä : Siikalatva (Ostrobotnie du Nord)
- Kiikala : Salo (Finlande propre)
- Kimito : Kimitoön (Finlande propre)
- Kisko : Salo (Finlande propre)
- Kiukainen : Eura (Satakunta)
- Korpilahti : Jyväskylä (Finlande-Centrale)
- Korpo : Väståboland (Finlande propre)
- Kortesjärvi : Kauhava (Ostrobotnie du Sud)
- Kuru : Ylöjärvi (Pirkanmaa)
- Kuusankoski : Kouvola (vallée de la Kymi)
- Kuusjoki : Salo (Finlande propre)
- Lammi : Hämeenlinna (Kanta-Häme)
- Lappi : Rauma (Satakunta)
- Lehtimäki : Alajärvi (Ostrobotnie du Sud)
- Lemu : Masku (Finlande propre)
- Lohtaja : Kokkola (Ostrobotnie-Centrale)
- Mänttä : Mänttä-Vilppula (Pirkanmaa)
- Mellilä : Loimaa (Finlande propre)
- Merimasku : Naantali (Finlande propre)
- Mouhijärvi : Sastamala (Pirkanmaa)
- Muurla : Salo (Finlande propre)
- Nagu : Väståboland (Finlande propre)
- Nurmo : Seinäjoki (Ostrobotnie du Sud)
- Pargas : Väståboland (Finlande propre)
- Perniö : Salo (Finlande propre)
- Pertteli : Salo (Finlande propre)
- Piikkiö : Kaarina (Finlande propre)
- Piippola : Siikalatva (Ostrobotnie du Nord)
- Pulkkila : Siikalatva (Ostrobotnie du Nord)
- Pyhäselkä : Joensuu (Carélie du Nord)
- Pylkönmäki : Saarijärvi (Finlande-Centrale)
- Rantsila : Siikalatva (Ostrobotnie du Nord)
- Renko : Hämeenlinna (Kanta-Häme)
- Rymättylä : Naantali (Finlande propre)
- Sammatti : Lohja (Uusimaa)
- Särkisalo : Salo (Finlande propre)
- Savonranta : Savonlinna (Savonie du Sud)
- Suomusjärvi : Salo (Finlande propre)
- Tuulos : Hämeenlinna (Kanta-Häme)
- Ullava : Kokkola (Ostrobotnie-Centrale)
- Vahto : Rusko (Finlande propre)
- Valkeala : Kouvola (vallée de la Kymi)
- Vammala : Sastamala (Pirkanmaa)
- Vampula : Huittinen (Satakunta)
- Västanfjärd : Kimitoön (Finlande propre)
- Velkua : Naantali (Finlande propre)
- Vilppula : Mänttä-Vilppula (Pirkanmaa)
- Yläne : Pöytyä (Finlande propre)
- Ylihärmä : Kauhava (Ostrobotnie du Sud)
- Ylikiiminki : Oulu (Ostrobotnie du Nord)
- Ylistaro : Seinäjoki (Ostrobotnie du Sud)

2010
- Himanka : Kalajoki (Ostrobotnie du Nord)
- Liljendal : Loviisa (Uusimaa)
- Noormarkku : Pori (Satakunta)
- Pernå : Loviisa (Uusimaa)
- Ruotsinpyhtää : Loviisa (Uusimaa)
- Ylämaa : Lappeenranta (Carélie du Sud)

2011
- Artjärvi : Orimattila (Päijät-Häme)
- Karttula : Kuopio (Savonie du Nord)
- Kuhmalahti : Kangasala (Pirkanmaa)
- Kylmäkoski : Akaa (Pirkanmaa)
- Oravais : Vörå (Ostrobotnie)
- Varpaisjärvi : Lapinlahti (Savonie du Nord)
- Vörå-Maxmo : Vörå (Ostrobotnie)

2013
- Haukipudas : Oulu (Ostrobotnie du Nord)
- Karjalohja : Lohja (Uusimaa)
- Kerimäki : Savonlinna (Savonie du Sud)
- Kesälahti : Kitee (Carélie du Nord)
- Kiikoinen : Sastamala (Pirkanmaa)
- Kiiminki :  Oulu (Ostrobotnie du Nord)
- Nilsiä: Kuopio (Savonie du Nord)
- Nummi-Pusula : Lohja (Uusimaa)
- Oulunsalo :  Oulu (Ostrobotnie du Nord)
- Punkaharju : Savonlinna (Savonie du Sud)
- Ristiina : Mikkeli (Savonie du Sud)
- Suomenniemi : Mikkeli (Savonie du Sud)
- Töysä : Alavus (Ostrobotnie du Sud)
- Vähäkyrö : Vaasa (Ostrobotnie)
- Vihanti : Raahe (Ostrobotnie du Nord)
- Yli-Ii :  Oulu (Ostrobotnie du Nord)

## Renommage
1913
- Salo : Saloinen (Ostrobotnie du Nord)

1936
- Kuolajärvi : Salla (Laponie)
- Uusikirkko Tl : Kalanti (Finlande propre)

1938
- Pohjois-Pirkkala : Nokia (Pirkanmaa)

1948
- Pieksämä : Pieksämäki (Savonie du Sud)

1949
- Turtola : Pello (Laponie)

1968
- Kuusjärvi : Outokumpu (Carélie du Nord)

1978
- Loimaan maalaiskunta : Loimaan kunta (Finlande propre)

1979
- Kemin maalaiskunta : Keminmaa (Laponie)
- Lohjan maalaiskunta : Lohjan kunta (Uusimaa)

1993
- Pyhäjärvi Ol : Pyhäsalmi (Ostrobotnie du Nord)

1995
- Koski Hl : Hämeenkoski (Päijät-Häme)

1996
- Pyhäsalmi : Pyhäjärvi (Ostrobotnie du Nord)

2012
- Väståboland : Pargas (Finlande du Sud-Ouest)

## Annexions soviétiques

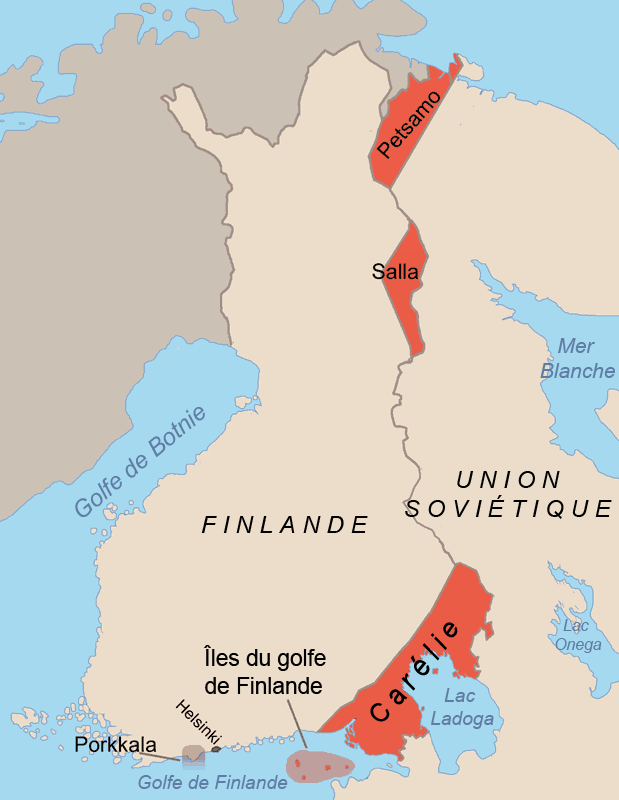
Carte des zones annexées par l'URSS en 1944.

En 1944, à la suite de la guerre de Continuation, la Finlande cède à l'Union soviétique, par l'armistice de Moscou, une partie de la Carélie, la région de Petsamo et de Salla.
La liste suivante recense les municipalités finlandaises impactées par ces annexions :
- Province de Viipuri :
  - Antrea
  - Äyräpää
  - Harlu
  - Heinjoki
  - Hiitola
  - Impilahti
  - Jaakkima
  - Jääski (cession partielle)
  - Johannes
  - Käkisalmen maalaiskunta
  - Käkisalmi
  - Kanneljärvi
  - Kaukola
  - Kirvu
  - Kivennapa
  - Koivisto
  - Koiviston maalaiskunta
  - Korpiselkä (cession partielle)
  - Kuolemajärvi
  - Kurkijoki
  - Lahdenpohja
  - Lavansaari
  - Lumivaara
  - Metsäpirtti
  - Muolaa
  - Pyhäjärvi Vpl
  - Räisälä
  - Raivola
  - Rautu
  - Ruskeala
  - Säkkijärvi (cession partielle)
  - Sakkola
  - Salmi
  - Seiskari
  - Simpele (cession partielle)
  - Soanlahti
  - Sortavala
  - Sortavalan maalaiskunta
  - Suistamo
  - Suojärvi
  - Suursaari
  - Terijoki
  - Tytärsaari
  - Uusikirkko
  - Vahviala (cession partielle)
  - Valkjärvi
  - Viipuri
  - Viipurin maalaiskunta
  - Vuoksela
  - Vuoksenranta

- Carélie du Nord :
  - Pälkjärvi (cession partielle)
  - Värtsilä (cession partielle)

- Laponie :
  - Petsamo

Les communes partiellement cédées sont fusionnées dans d'autres communes dans les années qui suivent.

## Référence
- (fi) Cet article est partiellement ou en totalité issu de l’article de Wikipédia en finnois intitulé « Luettelo Suomen entisistä kunnista » (voir la liste des auteurs).